# Фьольстер, Стефан
Стефан Фьольстер (швед. Stefan Fölster); род. 23 июня 1959 г.) — шведский экономист и автор нескольких книг по экономике. Он является президентом Шведского института реформ и доцентом Королевского технологического института в Стокгольме.
Вместе с Дагом Деттером он является автором книги «Государственное богатство народов, или Как управление государственными активами может усилить или подорвать экономический рост» (Palgrave MacMillan, 2015 г.). Книга включена в список «Книг 2015 года» журнала The Economist и «Лучшие книги 2015 года» газеты Financial Times.
Фьольстер родился в Германии и является внуком лауреата Нобелевской премии по экономике Гуннара Мюрдаля и лауреата Нобелевской премии мира Альвы Мюрдаль. Он провёл свои ранние годы в Германии, изучал экономику в Калифорнийском университете в Лос-Анджелесе и в Оксфордском университете. На раннем этапе своей карьеры занимался экономическими исследованиями в ряде шведских учреждений, в частности, в Министерстве финансов, Стокгольмском университете и Институте исследований экономики промышленности в Стокгольме. С 1998 по 2001 гг. возглавлял компанию HUI Research, а с 2001 по 2012 гг. являлся Главным экономистом Конфедерации шведских предприятий.
Фьольстер является автором и соавтором нескольких книг на тему экономических реформ. Его последними работами является книга «Революция роботов», в которой речь идёт о победителях и проигравших в результате изменений в цифровую эпоху, и книга «Возрождение реформ», которая написана на основе анализа 109 правительств стран ОЭСР, завершивших свой период пребывания у власти между серединой 90-х годов и 2012 годом.

## Книги
- Folster, Stefan (2010). Reforming the Welfare State. University of Chicago.
- Folster, Stefan (2006). Entrepreneurship and Economic Growth. Edward Elgar Publishing Ltd.
- Folster, Stefan (2000). The Welfare State in Europe – Challenges and Reforms. Edward Elgar Publishing Ltd.
- Folster, Stefan (1997). Reforming the Welfare State: The case of Sweden. Chicago University Press.